# La Vall d’Ebo
La Vall d’Ebo – gmina w Hiszpanii, w prowincji Alicante, we wspólnocie autonomicznej Walencja, o powierzchni 32,43 km². W 2011 roku liczyła 286 mieszkańców.